# Spata

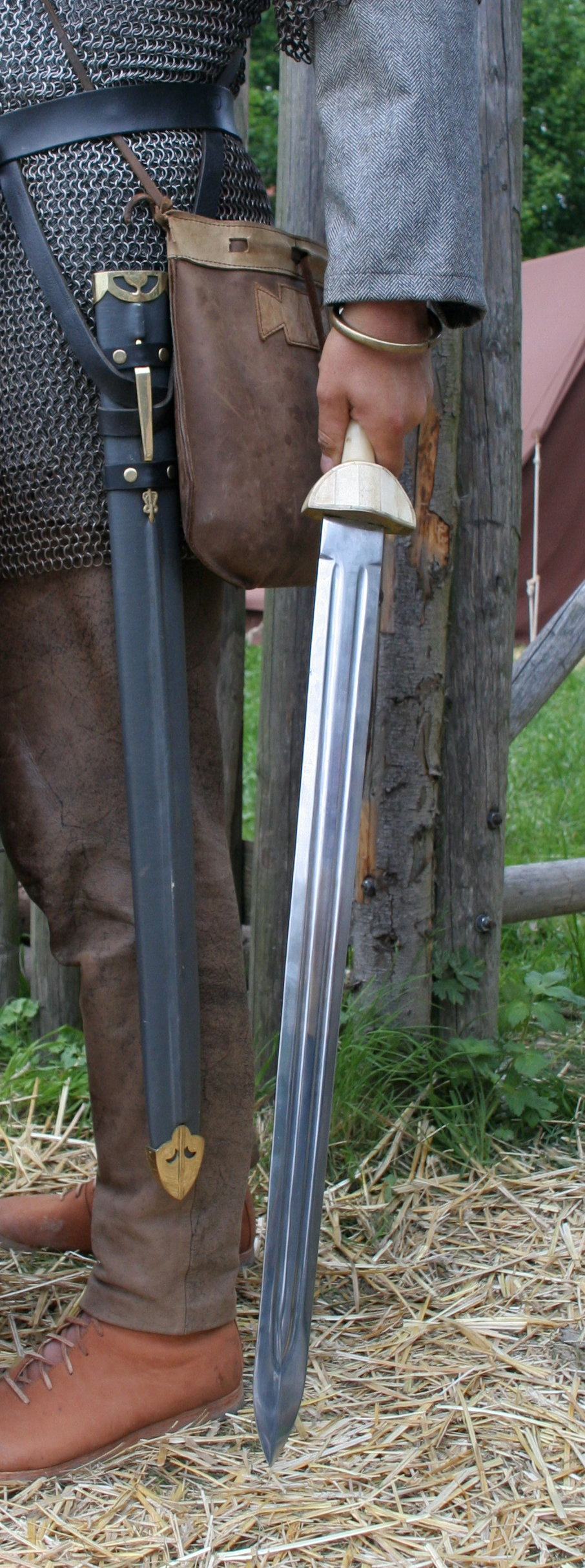
Romersk sentida spata under historiskt återskapande.

Spatan (latin: spatha) var ett romerskt tveeggat slagsvärd med rak bred klinga och enkelbrepp som användes under romersk järnålder (Kr.f.–375 e.Kr.) och folkvandringstid (375 e.Kr.–550 e.Kr.). Spatans konstruktion blev populär och spred sig över Europa genom Roms invasioner och germanska legoknektar som tjänstgjorde i Roms armé. Efter romerska rikets fall vidareutvecklades det av de europeiska stammarna till det de vendeltida och vikingatida svärden, vilka i sin tur utvecklades till de europeiska högmedeltida svärden.
Bladet var mellan en halv till en meter långt medan greppet var omkring två decimeter.

## Senare språkbruk
Begreppet spata har överlevt inom vissa språk (exempelvis italienska: spada, ”svärd”) och har i senare tid åter tagits i bruk. I svenskan finns det belagt under 1600-talet som spatter, senare spata, av Svenska Akademiens ordbok beskrivet som ett kavallerisvärd med lång och jämförelsevis bred klinga.